# Хуан Прадес
Хуан Прадес (ок 1335-1414) Сын  Педро IV де Рибагорсы и Хуаны де Фуа (дочери Гастона I), младший брат Альфонсо де Арагон и Вейи «Старшего». Он был внуком Хайме II и двоюродным братом Педро IV Церемонного.

## Биография
В 1358 году после того как его отец отошел от дел и ушел в монастырь Хуан получил графство Прадес.
Во время правления Педро Церемонного Хуан был главнокомандующим сил, которые в 1363 году защитили Арагон от кастильского вторжения, а затем сражался рядом с королем в Королевстве Валенсия. Хуан в 1374 году был членом  королевского военного совета, когда Хайме IV титулярный король Майорки угрожал вторжением в Руссильон, а затем выступил против мятежного Хуана I, графа Эмпуриас.
В 1381 году после смерти отца стал графом Прадеса и бароном Энтенса
Хуан  был рядом с королевой Сибиллой, четвертой женой короля Педро, но не позволил своей дочери Тимбор выйти замуж за брата королевы Берната Фортиа. Этот отказ привел к охлаждению отношений с королем. В 1385 году он выдал её за виконта Бернарда IV Кабреру. Во время правления  Хуан I участвовал в отражении вторжения Жана III графа д’Арманьяк в 1390 году.
В 1408 году его внучка Маргарита (дочь сына Педро) стала второй женой короля Мартина Старшего. Её сестру Хуану планировали обручить с братом Хайме Урхельского, но союз не состоялся из-за противодействия графини Урхель. Третью внучку Виоланту (дочь сына Хайме Прадеса) планировали выдать за Федерико, графа Луны.
В 1412 году после того как умер его старший брат Альфонсо де Арагон и Вейя «Старший» Хуан выставил свою кандидатуру в Каспе. Он требовал трона на основании старшинства по мужской линии и близости крови к предыдущим королям Арагона. 
После объявления Фердинанда Кастильского королем Арагона Хуан признал решение судей в Каспе.

## Семья
Он женился на Санче Хименес де Арена, дочери Гонсало Хименес и Тимбор Бельпуч. Сначала у супругов были нормальные отношения. Но после 1380 года они стали жить отдельно
Дети:
- Педро де Прадес[кат.] (1352—1395), Барон Энтенса. Муж с 1385 Хуаны, дочери Бернардо II де Кабреры
- Констанция
- Леонора (- после 1424)
- Тимбор Прадес (ок.1370 — после 1425) жена с 1385 Бернардо IV де Кабреры[кат.].
- Хайме де Прадес (ок 1375—1408) Муж 1) Хуаны, дочери Матео де Монкады 2) ок. 1393 Леоноры (Виоланты) де Вильена-Рибагорса-Арагон, Альфонсо де Арагон и Вейя «Старшего».
- Ллуис[кат.] ( — 1429) епископ Мальорки и Тортосы